# Массароза
Массароза (итал. Massarosa) — коммуна в Италии, располагается в регионе Тоскана, в провинции Лукка.
Население составляет 22 334 человека (2008 г.), плотность населения составляет 326 чел./км². Занимает площадь 69 км². Почтовый индекс — 55040, 55054. Телефонный код — 0584.
Покровителем города почитается святой апостол Иаков Старший, празднование 25 июля.
В южной части территории коммуны находится озеро Массачукколи.

## Демография
Динамика населения:

## Администрация коммуны
- Официальный сайт: http://www.comune.massarosa.lu.it/